# Dendronephthya arakanensis
Dendronephthya arakanensis is een zachte koraalsoort uit de familie Nephtheidae. De koraalsoort komt uit het geslacht Dendronephthya. Dendronephthya arakanensis werd in 1909 voor het eerst wetenschappelijk beschreven door Henderson. 